# 樋口秀実
樋口 秀実（ひぐち ひでみ、1967年 - ）は、日本の歴史学者。専門分野は東アジア国際政治史・近代日中関係史。博士（歴史学）（國學院大學・論文博士・2003年）。國學院大學文学部教授。

## 来歴
1967年、東京都に生まれる。1989年、國學院大學文学部史学科卒業。1994年國學院大學大学院文学研究科日本史学専攻単位取得満期退学。1995年中国天津市・南開大学日本研究センターに留学。1996年國學院大學日本文化研究所共同研究員。専攻は近現代の日中関係史。　
2003年、國學院大學より、博士（歴史学）の学位を授与される。
　

## 著書・論文
- 「日本海軍から見た日中関係史研究」（芙蓉書房出版、2002年）
- 「国境を越える歴史認識―日中対話の試み」（東京大学出版会、2006年、共編著）
- 「満洲国皇帝制度の成立と皇帝即位儀礼」（『国史学』第200号、2010年）
- 「満洲国「帝位継承法」の研究」（『東洋学報』第95巻1号、2013年）